# Trilogie de l'Âge d'or
 (juillet 2018).
La Trilogie de l'Âge d'or (en anglais : The Golden Oecumene) est une série de romans de science-fiction de l'auteur américain John C. Wright. 
Prenant place aux alentours de l'an 10 000 d'une nouvelle ère (celle-ci ayant commencé plusieurs dizaines de milliers d'années après notre XXIe siècle), elle suit le héros, Phaéton de Rhadamanthe, à qui une partie de la mémoire a été effacée. L'intrigue a beau se dérouler majoritairement dans notre système solaire, l'univers est fortement futuriste, profondément marqué par une singularité technologique complète.

## Composition
Trois romans composent la Trilogie de l'Âge d'or : 
- L'Œcumène d'or (The Golden Oecumene: A Romance of the Far Future, 2002) ;
- Le Phénix Exultant (The Phoenix Exultant: or, Dipossessed in Utopia, 2003) ;
- La Haute Transcendance (The Golden Transcendence: or, The Last of the Masquerade, 2003) ;

## L'univers
Cette trilogie prend place dans un futur très éloigné de notre époque, de plusieurs dizaines de milliers d'années. Les époques passées et futures ont été découpées selon de nouvelles ères de l'Histoire de l'Humanité appelées "structures mentales". Dans le présent de cette trilogie, un nouveau comptage des années est en vigueur depuis environ 10 000 ans. L'Humanité est réunie dans un gouvernement appelé l'Œcumène d'Or, qui est une utopie parfaite : le chômage n'existe plus, mais les gens ne travaillent pas. L'activité rémunératrice principale est la "spéculation" : des intelligences artificielles poussées, appelées les sophotechs, se chargent de réaliser les inventions imaginées par des gens. De grandes familles possèdent une influence et une richesse considérables, et sont organisées en maisons. Citons par exemple la maison Rhadamanthe, dont le patriarche, Hélion, s'attèle à la construction d'une sphère de Dyson autour du Soleil, et de lui le principal pourvoyeur d'énergie auprès de l'Œcumène d'Or. Cette dernière est régie par différentes assemblées : les Hortateurs, chargés de déterminer les modes sociales et comportementales, la Curie, chargée des affaires judiciaires (mais n'intervenant que très rarement du fait de l'efficacité des sophotecs) et les Pairs, une assemblée de riches personnes (les Manoriaux, comme Hélion Prime Rhadamanthe) chargée de prendre les grandes décisions relatives à la gestion de l'Œcumène.
Les êtres humains sont à cette époque immortels, et n'utilisent que très rarement leurs corps, lesquels sont stockés dans d'immenses tours où ils sont nourris de fluides nutritifs. Les humains interagissent entre eux via la Mentalité, une interface virtuelle titanesque servant de moyen de communication comme de terrain de jeu. Il est important de noter que certains des protagonistes ne sont pas humains au sens biologique du terme, mais ont acquis ce statut d'un point de vue juridique, malgré le fait que leur forme soit extrêmement différente.

## L'histoire
La trilogie tourne autour du personnage de Phaéton Prime Rhadamanthe, héritier de la maison éponyme. Il constate qu'une partie de sa mémoire bien précise a été effacée avec son accord, mais sans qu'il ne puisse savoir pourquoi. Parallèlement, il devient convaincu qu'une menace envers l'Œcumène croît en son sein, mais personne ne semble prendre au sérieux le fait que la société utopique puisse être menacée. Ingénieur de grand talent et aussi doux rêveur, Phaéton sera finalement mis au ban de la société, ce qui ne l'empêchera pas de tenter de découvrir la menace pour, finalement, la contrer.